# Lista de cordilheiras

## África
- Drakensberg
- Hoggar
- Tibesti

## América
- Cordilheira dos Andes
- Apalaches
- Montanhas Rochosas

## Ásia
- Altai
- Alpes japoneses
  - Montanhas de Akaishi
  - Montanhas de Hida
  - Montanhas de Kiso
- Cordilheira do Cáucaso
- Cordilheira Elbruz
- Himalaia
  - Indocuche
  - Caracórum
  - Pamir
- Kunlun
- Tian Shan
- Urais
- Montanhas Hijaz, que é uma Cadeia de Montanhas que Margeiam o Mar Vermelho de Norte ao Sul de toda a Península Arábica.

## Europa
- Alpes
- Alpes Dináricos
- Apeninos
- Balcãs
- Cárpatos
- Cordilheira do Cáucaso
- Jura
- Pirenéus
- Sistema Central
- Sistema Montejunto-Estrela
- Sudetos
- Urais
- Vosges

## Oceania
- Great Dividing Range
- cordilheira do cáucaso